# Franz Xaver von Wulfen
Franz Xaver von Wulfen, född 5 november 1728 i Belgrad, död 16 mars 1805 i Klagenfurt, var en österrikisk friherre och botaniker.
Wulfen, som var jesuitpräst, var från 1764 professor i matematik och fysik i Klagenfurt. Han invaldes som utländsk ledamot av Vetenskapsakademien i Stockholm 1796.
Auktorsnamnet Wulfen kan användas för Franz Xaver von Wulfen i samband med ett vetenskapligt namn inom botaniken; se Wikipediaartiklar som länkar till auktorsnamnet.